# Alejandro Alfaro Ligero
Alejandro Alfaro (La Palma del Condado, 23 de novembre de 1986) va ser futbolista andalús que ocupà la posició de migcampista.

## Trajectòria esportiva
Format al planter del Sevilla FC, és un dels jugadors més destacats del filial sevillista a mitjans de la dècada. A la campanya 05/06 hi debuta amb el primer equip, jugant dos partits a la primera divisió.
La temporada 06/07 en disputa 9 i marca el seu primer gol a la màxima categoria. També hi participa en la Copa de la Uefa i la Copa del Rei, competicions que guanyarien els andalusos. La temporada 07/08 hi juga dos partits amb el primer conjunt sevillista. Eixe any, el filial disputava la Segona Divisió, i el migcampista marca 7 gols en 20 partits.
L'estiu del 2008 és cedit al CD Tenerife, de la categoria d'argent. Hi qualla una gran temporada a l'equip canari: hi va jugar els 42 partits de lliga, només en un no va ser titular i va marcar 20 gols. Per rematar-ho, el conjunt tinerfeny va ascendir a Primera. La temporada 09/10, es va renovar la cessió per una altra campanya.
Entre 2010 i 2011 jugà al Sevilla Fútbol Club, entre 2011 i 2014 al RCD Mallorca i a partir de 2014 al Real Valladolid Club de Fútbol